# Ратигора
Ратигора — деревня в Алёховщинском сельском поселении Лодейнопольского района Ленинградской области.

## История
Деревня Ратигора упоминается на плане западной части Лодейнопольского уезда, изданном в 1818 году:

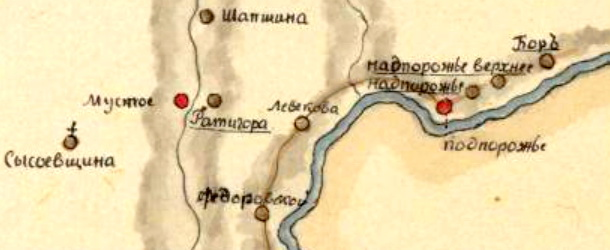
Деревня Ратигора на плане 1818 года

РАТИГОРА — деревня при колодцах, число дворов — 36, число жителей: 83 м. п., 85 ж. п.; Все чудь. Часовня православная. Глино-издельных заведений три. Мельниц две. 

КУКОРЫ (РАТИГОРА) — деревня при колодцах, число дворов — 7, число жителей: 18 м. п., 16 ж. п.; Все чудь. 

МАРКОВ КОНЕЦ (РАТИГОРА) — деревня при колодцах, число дворов — 4, число жителей: 8 м. п., 11 ж. п.; Все чудь. 

НАУМОВЩИНА (РАТИГОРА) — деревня при реке Ояти, число дворов — 4, число жителей: 9 м. п., 8 ж. п.; Все чудь. 

КОСТРОВЩИНА (РАТИГОРА) — деревня при ручье Костровшине, число дворов — 3, число жителей: 4 м. п., 5 ж. п.; Все чудь. 

ЛЕВКОВА (РАТИГОРА) — деревня при колодцах, число дворов — 13, число жителей: 40 м. п., 37 ж. п.; Все чудь. 

МАРКОВА (РАТИГОРА) — деревня близ реки Ояти, число дворов — 7, число жителей: 13 м. п., 14 ж. п.; Все чудь . (1879 год)

Сборник Центрального статистического комитета описывал её так:

РАТИ-ГОРА (ПОДГОРЬЕ, КУКОРЬЕ) — деревня бывшая владельческая, дворов — 28, жителей — 148; Часовня, гончарный завод. (1885 год)

Деревня относилась к Подборской (Сюрьянской) волости.
Список населённых мест Олонецкой губернии:

РАТИГОРА — деревня при реке Шапше, население крестьянское: домов — 23, семей — 23, мужчин — 77, женщин — 69, всего — 146; некрестьянское: нет; лошадей — 20, коров — 31, прочего — 54, школа. 

ПОДГОРЬЕ (РАТИГОРА) — деревня при реке Шапше, население крестьянское: домов — 21, семей — 21, мужчин — 36, женщин — 35, всего — 71; некрестьянское: нет; лошадей — 19, коров — 28, прочего — 47. 

КУКОРЬЕ (РАТИГОРА) — деревня при реке Шапше, население крестьянское: домов — 10, семей — 10, мужчин — 5, женщин — 4, всего — 9; некрестьянское: нет; лошадей — 2, коров — 2, прочего — 1. 

МАРКОВ КОНЕЦ (РАТИГОРА) — деревня при реке Шапше, население крестьянское: домов — 7, семей — 7, мужчин — 2, женщин — 6, всего — 8; некрестьянское: нет; лошадей — 2, коров — 3, прочего — 3. (1905 год) 

В конце XIX — начале XX века деревня административно относилась к Шапшинской волости 2-го стана Лодейнопольского уезда Олонецкой губернии.
С 1917 по 1922 год деревня входила в состав Ратигорского сельсовета Шапшинской волости Лодейнопольского уезда Олонецкой губернии.
С 1922 года в составе Ленинградской губернии.
С августа 1927 года в составе Оятского района. В 1927 году население деревни составляло 266 человек.
Согласно карте Ленинградской области Северо-западного аэрогеодезического треста ГГУ издания 1932 года деревня насчитывала 29 крестьянских дворов. В деревне находились: часовня, почта и две водяные мельницы.
По данным 1933 года деревня Ратигора являлась административным центром Ратигорского сельсовета Оятского района, в который входили 10 населённых пунктов: деревни Верхнее Мустое, Верхнее Тойвино, Конец, Кукагорье, Лехково, Марково, Наумовщина, Нижнее Мустое, Нижнее Тойвино, Ратигора, общей численностью населения 1038 человек.
По данным 1936 года в состав Ратигорского сельсовета входили 6 населённых пунктов, 173 хозяйства и 4 колхоза.
С 1939 года в составе Подборского сельсовета.

Деревня Ратигора на карте РККА 1940 года

Согласно карте РККА 1940 года в деревне находился брод через реку Шапшу.
С 1955 года в составе Лодейнопольского района.
В 1961 году население деревни составляло 55 человек.
По данным 1966, 1973 и 1990 годов деревня Ратигора входила в состав Подборского сельсовета.
В 1997 году в деревне Ратигора Алёховщинской волости проживали 40 человек, в 2002 году — 34 человека (русские — 97 %).
В 2007 году в деревне Ратигора Алёховщинского СП проживали 28 человек, в 2010 году — 22, в 2014 году — 29 человек.

## География
Деревня расположена в восточной части района на автодороге 41К-016 (Станция Оять — Плотично).
Расстояние до административного центра поселения — 30 км.
Расстояние до ближайшей железнодорожной станции Лодейное Поле — 76 км.
Деревня находится на левом берегу реки Шапша.

## Демография
| 1879 | 1885 | 1905 | 1927 | 1961 | 1997 | 2007 |
| ---- | ---- | ---- | ---- | ---- | ---- | ---- |
| 351  | ↘148 | ↗234 | ↗266 | ↘55  | ↘40  | ↘28  |
| 2010 | 2014 | 2015 | 2016 | 2017 |      |      |
| ↘22  | ↗29  | →29  | ↗31  | ↗32  |      |      |

### Национальный состав
Согласно данным Всероссийской переписи населения 2021 года в деревне проживали 25 человек, из них:
 русские — 24, армяне — 1 человек.

## Инфраструктура
На 1 января 2014 года в деревне было зарегистрировано: хозяйств — 10, частных жилых домов — 28
На 1 января 2015 года в деревне зарегистрировано: хозяйств — 10, жителей — 29.